# Daniel Roth
Pour les articles homonymes, voir Roth.

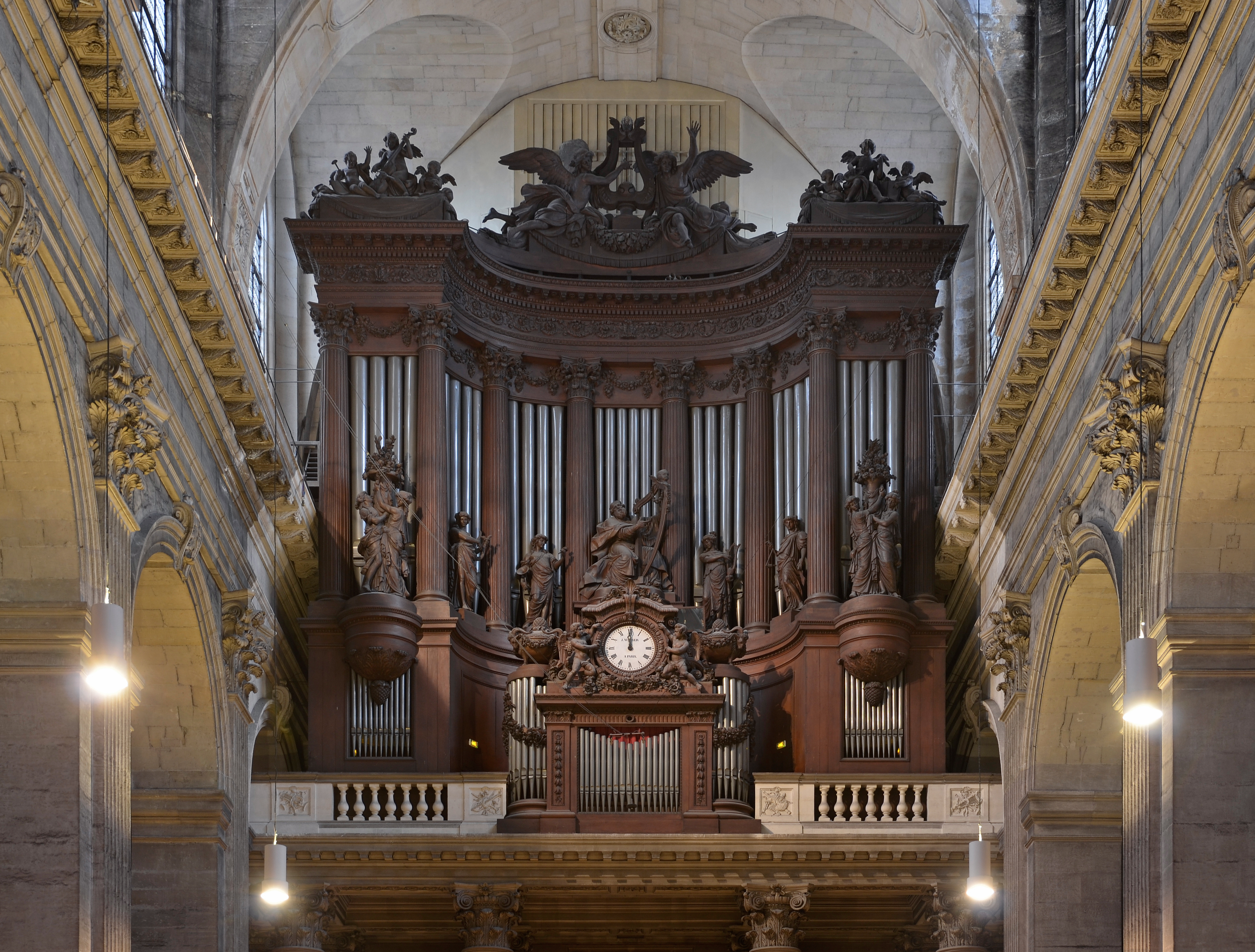
Célèbres orgues Cavaillé-Coll à l'Église Saint-Sulpice de Paris (1863).

Daniel Roth, né le 31 octobre 1942 à Mulhouse, est un organiste, compositeur et improvisateur français.

## Biographie
Par admiration pour Albert Schweitzer, Daniel Roth commence l'étude de l'orgue parallèlement à celle du piano et de l'écriture au conservatoire de Mulhouse avec le professeur Joseph Victor Meyer. Au Conservatoire de Paris, il obtient cinq Premiers Prix dans les classes de Maurice Duruflé (harmonie), de Marcel Bitsch (contrepoint et fugue), d'Henriette Puig-Roget (accompagnement au piano), et de Rolande Falcinelli (orgue et improvisation à l'unanimité, premier nommé). Il étudie ensuite l'interprétation de la musique ancienne et se prépare aux concours internationaux avec Marie-Claire Alain. Il est lauréat de plusieurs concours, comme Arnhem, Munich, Aosta, Prix de haute exécution et d'improvisation des Amis de l'Orgue-Paris et Premier Grand Prix de Chartres en 1971, interprétation et improvisation.
En 1963, il devient suppléant de Rolande Falcinelli au grand orgue de la basilique du Sacré-Cœur de Montmartre de Paris tout en enseignant à la Maîtrise de Montmartre. Titulaire en 1973, il est resté à ce poste jusqu'à ce qu'il soit nommé à Saint-Sulpice où, de 1985 à 2023, il a succédé à Charles-Marie Widor, Marcel Dupré et Jean-Jacques Grünenwald comme organiste titulaire du grand orgue Cavaillé-Coll. Il est membre de la commission des orgues historiques au ministère de la Culture.
Après avoir enseigné l'orgue à Marseille puis à l’université catholique d'Amérique à Washington, à Strasbourg, à Sarrebruck, il a succédé à Helmut Walcha et à Edgar Krapp à la Musikhochschule de Francfort-sur-le-Main de 1995 à 2007.
Il poursuit une carrière internationale : récitals, concerts en soliste avec de grands orchestres, cours, conférences, enregistrements de radio et de télévision, jurys de concours. En novembre 2005, il a inauguré le nouvel orgue Karl Schuke (Potsdam) de la salle de concerts « Grande Duchesse Joséphine-Charlotte » de Luxembourg pour la construction duquel il a été conseiller artistique.
Le 21 janvier 1999, en l'église de la Madeleine à Paris, un concert est entièrement consacré à ses œuvres et en novembre 1999, l’Académie des beaux-arts de l’Institut de France lui décerne le Prix Florent Schmitt de composition.
Daniel Roth est chevalier de la Légion d’honneur, officier des Arts et des Lettres et Honorary Fellow of the Royal College of Organists de Londres. Il a reçu le Prix de la musique sacrée européenne 2006 du Festival de Schwäbisch Gmünd (Allemagne). Il est le père de Anne-Marie Roth, mosaïste, François-Xavier Roth, chef d'orchestre, Vincent Roth professeur d'alto au CRR de Metz et Denis Roth, professeur agrégé de Mathématiques. Il est le grand-père de Félix, Jonas, Raphaël, Elsa, Sibylle, Maël, Augustin, Philomène et Hélène.  
En 2010, il est à l'orgue pour l'enregistrement de la Symphonie no 3 « avec orgue » de Camille Saint-Saëns sous la direction de son fils François-Xavier Roth. En février 2023, Daniel Roth prend sa retraite, devient titulaire émérite, continuant à jouer une fois par mois le dimanche pour l'audition de 10 heures et la messe de 11 heures. Sophie-Véronique Cauchefer-Choplin (titulaire adjointe depuis 1985) et Karol Mossakowski lui ont succédé comme organistes titulaires.

## Distinctions
- Chevalier de la Légion d'honneur
- Officier de l'ordre des Arts et des Lettres

## Compositions

### Orgue
- Cinq Versets sur Veni Creator pour orgue positif sans pédale (écrit en 1965. Dans: L’organiste liturgique no 53. Paris: Éditions Schola Cantorum)
- Évocation de la Pentecôte (écrit 1979. Paris: Leduc, 1979/révisée 1996, inédit)
- Final Te Deum (écrit 1981. Kassel: Bärenreiter, 1993)
- Introduction et Canzona (écrit 1977-1990. Leutkirch/Allgäu: Pro Organo, 1992)
- Joie, Douleur et Gloire de Marie (écrit 1990. London: Novello, 1990)
- Hommage à César Franck (écrit 1990. Paris: Leduc, 1993)
- Après une Lecture... (écrit 1993. Dans: 1er recueil d'œuvres pour orgue. Paris : Éditions Billaudot, 1993)
- Pour la nuit de Noël (écrit 1993. Paris: Leduc, 1993):
  - Prélude « Veni, veni Emmanuel »
  - Communion
  - Postlude
- Triptyque - Hommage à Pierre Cochereau (écrit en 1995. Paris: Leduc, 1996):
  - Prélude
  - Andante
  - Toccata
- Petite Rhapsodie sur une chanson alsacienne (Dans: Elsässische Orgelmusik aus vier Jahrhunderten. Mainz: Schott, 1998)
- Artizarra - Fantaisie sur un chant populaire basque, pour la fête de I'Epiphanie (écrit 1999. Mainz: Schott, 2002)
- Fantaisie fuguée sur Regina Caeli (Mainz: Schott, 2007)
- Livre d'orgue pour le Magnificat, Hommage au facteur d'orgues Aristide Cavaillé-Coll:
  - Vol. 1 (Paris : Éditions Association Boëllmann-Gigout, 2007):
    - 1a. Magnificat
    - 1b. Et exsultavit
    - 2. Quia respexit
    - 3. Quia fecit
    - 4. Et misericordia
    - 5. Fecit potentiam

  - Vol. 2 (Paris: Éditions Association Boëllmann-Gigout, 2011):
    - 6. Deposuit
    - 7. Esurientes
    - 8. Suscepit
    - 9. Sicut locutus est
    - 10. Gloria Patri
- Christus factus est - Fantaisie sur le graduel de la messe du Jeudi Saint (Sampzon: Delatour France, 2012)
- Contrastes (Dans « Kölner Fanfaren - 17 festliche Orgelstücke ». St. Augustin : Butz-Verlag, 2012)
- Ut, ré, mi - Fantaisie sur l'hymne à saint Jean Baptiste (Sampzon : Delatour France, 2014)
- Ave maris stella (Dans: « Orgues nouvelles », octobre 2014)
- Die Liebe... ein Feuer! La Pentecôte (écrit en 2015. Sampzon : Delatour France, 2017)
- Deux courtes pièces liturgiques (Dans « Orgues nouvelles », juin 2019):
  - Alleluia
  - Méditation
- Prélude pour l'Introït de la messe du jour de Noël, « Puer natus est » (écrit 2019. Inédit)

### Orgue à quatre mains
- Diptyque (écrit 2009. Sampzon : Delatour France, 2011):
  - Andante
  - Allegro giocoso

### Deux orgues
- Fantaisie-Dialogue (Sampzon : Delatour France, 2013)
- Quatre Pièces (écrit en 2017. Inédit)
  - Prélude
  - Offertoire
  - Communion
  - Sortie

### Musique de chambre
- Légende pour hautbois et orgue (Paris : Éditions Billaudot, 1998)
- Aïn Karim, Fantaisie pour flûte et orgue (Mainz: Schott, 1998)
- Pièce pour alto et orgue (écrit en 2014. Inédit)

### Chœur
- Reine du ciel a cappella (Strasbourg : Éditions Caecilia, 1977)
- Notre Père a cappella (Strasbourg : Éditions Caecilia, 1977)
- Gebt Zeugnis! pour solistes, chœur mixte et orgue (Mainz : Schott, 1998)
- Messe brève - Missa Brevis pour chœur mixte et orgue (écrit en 1964/1998. Mainz : Schott, 2001):
  - Kyrie
  - Gloria
  - Sanctus
  - Agnus Dei
- In manus tuas Domine pour quatre voix mixtes (St. Augustin : Butz-Verlag, 2002)
- Ego sum panis pour chœur mixte et orgue (St. Augustin : Butz-Verlag, 2005)
- Missa de archangelis pour chœur mixte et orgue (Sampzon : Delatour France, 2006):
  - Kyrie
  - Sanctus
  - Benedictus
  - Agnus Dei
- Trois Motets pour chœur mixte a capella (Sampzon : Delatour France, 2006)
  - Ave Maria
  - Dignare me o Jesu
  - Regina Caeli
- Ave Maria pour soprano et orgue (Sampzon : Delatour France, 2012)
- Missa festiva Orbis factor pour chœur mixte et orgue (Sampzon : Delatour France, 2013)
- Missa beuronensis pour orgue et chant grégorien (St. Augustin : Butz-Verlag, 2016)[1]
- Psaume 124: « Unsere Seele ist entronnen » (écrit en 2017. Inédit)
- Cantate « Nun lobet Gott im hohen Thron » (écrit en 2017. Inédit)
- Jubilate Deo pour chœur mixte a capella (écrit en 2020. Inédit)

### Orchestre
- Licht im Dunkel pour orgue, piano et orchestre:
  - I. L'Espérance (Poème pour orchestre) (Mainz : Schott, 2005)
  - II. L'Amour (pour orgue, piano et orchestre) (Mainz : Schott, 2009)
  - III. La Joie (Fantaisie pour orgue, piano et orchestre) (Mainz : Schott, 2007)

### Transcriptions pour orgue
- César Franck : Interlude symphonique de Rédemption (Kassel : Bärenreiter, 1996)
- Camille Saint-Saëns : Scherzo extrait des Six Duos op. 8 pour harmonium et piano (Paris : Éditions Jobert, 2001)
- César Franck : Symphonie en ré mineur pour orchestre ; transcription d'après la version du compositeur pour piano à quatre mains (inédit)

## Publications
- Roth, Daniel. Le Grand-Orgue A. Cavaillé-Coll, Mutin de la Basilique du Sacré-Cœur de Montmartre à Paris (La Flûte harmonique, Numéro spécial 1985). Paris : Association A. Cavaillé-Coll, 1985.
- Roth, Daniel. "Einige Gedanken zur Interpretation des Orgelwerks von César Franck, zu seiner Orgel und zur Lemmens-Tradition." Dans: Orgel, Orgelmusik und Orgelspiel. Festschrift Michael Schneider zum 75. Geburtstag, édité par Christoph Wolff, p. 111-117. Kassel : Bärenreiter, 1985.
- Roth, Daniel et Günter Lade. Die Cavaillé-Coll-Mutin-Orgel der Basilika Sacré-Cœur in Paris. Langen bei Bregenz : Edition Lade, 1992.
- Roth, Daniel et Pierre-François Dub-Attenti. "L’orgue néo-classique et le grand orgue Aristide Cavaillé-Coll de Saint-Sulpice." L'Orgue no 295-296 (2011).
- Roth, Daniel et Pierre-François Dub-Attenti. The Neoclassical Organ and the Great Aristide Cavaillé-Coll Organ of Saint-Sulpice, Paris. London : Rhinegold Publishing, 2014.
- Roth, Daniel et Pierre-François Dub-Attenti. "Überlegungen zur Interpretation an der Orgel." Dans: Licht im Dunkel – Lumière dans les ténèbres. Festschrift Daniel Roth zum 75. Geburtstag, édité par Birger Petersen, p. 265-419. Bonn : Dr. J. Butz Musikverlag, 2017[1].
- Roth, Daniel. "The use of rubato in the organ works of César Franck." The American Organist 52, no. 2 (février 2018), p. 34-38.